# Кайруан (вілаєт)
Кайруан (араб. ولاية القيروان) — вілаєт Тунісу. Адміністративний центр - м. Кайруан. Площа - 6 712 км². Населення - 551 900 осіб (2007).

## Географічне положення
Розташований в центральній частині країни. На півночі межує з вілаєтом Загуан, на сході - з вілаєтами Сус та Махдія, на південному сході - з вілаєтом Сфакс, на південному заході - з вілаєтом Сіді-Бузід, на заході - з вілаєтом Сільяна.

## Населені пункти
- Кайруан
- Айн-Джелула
- Ель-Аля
- Бу Хаджла
- Шебіка
- Ешрарда
- Ель-Услатія
- Хаффуз
- Хаджіб-ель-Аюн
- Мензель-Мегірі
- Насралла
- Сбіха

| Туніс | Це незавершена стаття з географії Тунісу. Ви можете допомогти проєкту, виправивши або дописавши її. |